# Foumbot
Foumbot é uma cidade dos Camarões localizada na província de Oeste.